# 松崎正年
松﨑 正年（まつざき まさとし、1950年7月21日 - ）は、日本の技術者、実業家。コニカミノルタ取締役代表執行役社長、同社取締役会議長、LIXILグループ取締役会議長、ウシオ電機取締役会議長、ビジネス機械・情報システム産業協会会長、日本取締役協会副会長を務めた。

## 人物・経歴
東京都出身。1976年東京工業大学大学院総合理工学研究科電子化学専攻修了、小西六写真工業（のちのコニカ、現コニカミノルタ）入社。1998年コニカ情報機器事業本部システム開発統括部第一開発センター長。2003年コニカミノルタビジネステクノロジーズ取締役制御開発本部長。2005年コニカミノルタ執行役、コニカミノルタテクノロジーセンター代表取締役社長。2006年コニカミノルタホールディングス取締役兼常務執行役。
2009年からコニカミノルタホールディングス取締役兼代表執行役社長を務め、最重要課題を「持続的な成長」として二酸化炭素排出量の削減などを進めた。2013年事業子会社7社を吸収合併して事業会社に改組したコニカミノルタ取締役兼代表執行役社長に就任。2014年コニカミノルタ取締役兼取締役会議長、ビジネス機械・情報システム産業協会会長。
2016年いちご取締役、野村総合研究所取締役、日本板硝子取締役、PwCあらた有限責任監査法人公益監督委員会委員。2018年日本取締役協会副会長。2019年LIXILグループ取締役兼取締役会議長兼指名委員会委員、ライオンアドバイザリー・コミッティ委員。2021年SmartHR取締役。2022年コニカミノルタ取締役兼取締役会議長退任、コニカミノルタ特別顧問、コニカミノルタ科学技術振興財団理事長、ウシオ電機取締役。2023年ウシオ電機取締役会議長、ライオン監査役。

## 著書
- 『わが経営の道標』インフラテック 2010年
- 『傍流革命』東洋経済新報社 2015年